# Sportstudio-Reportage
Die Sportstudio-Reportage (eigene Schreibweise: sportstudio reportage, bis 1994: Die Sport-Reportage, bis 2021: ZDF SPORTreportage) ist eine wöchentliche Sportsendung des ZDF am Sonntagnachmittag. Pro Jahr werden rund 45 Sendungen ausgestrahlt, mit durchschnittlichen Produktionskosten von rund 100.000 Euro.

## Themen
In der Sportstudio-Reportage wurde, ähnlich wie in der ARD-Sendung Sportschau am Sonntag, im Gegensatz zum aktuellen Sportstudio, über unterschiedliche, weit verbreitete, Sportarten berichtet. Meist wurden hier Berichte über Ballsportarten gezeigt. Die Berichte, die sowohl über Ergebnisse als auch über Hintergrundinformationen verfügten, behandelten oft die für das deutschsprachige Publikum interessanten Themen wie zum Beispiel Fußball, Basketball und Handball aus der Bundesliga oder internationalen Wettbewerben. Es werden aber auch Beiträge über Fußball aus anderen Ländern gezeigt (z. B. Premier League in England, Primera División in Spanien etc.). Ein weiterer Teil der Sendung befasste sich des Öfteren mit Motorsport (mit dem Fokus auf die Formel 1 und DTM). Im Winter wurde die Sportstudio-Reportage oft erweitert durch Berichte und Zusammenfassungen über Wintersport. Dabei lagen vor allem die durch deutschsprachige Athleten bereicherten Sportarten wie Biathlon, Skispringen und Ski Alpin im Fokus. Bei bestimmten Anlässen, wie die Olympischen Spiele oder Weltmeisterschaften in olympischen Sportarten (Schwimmen, Pferdesport, Turnen, …) wurde die Berichterstattung auch um diese Themen erweitert. Von der Saison 2015/16 bis 2017/18 wurden die Bundesligaspiele von Freitag und Samstag im „Nachspiel“ mit einem der Experten Simon Rolfes, Holger Stanislawski und Hanno Balitsch aufbereitet und diskutiert. Gegen Ende jeder Sendung gab es die Kategorie „Sport aus aller Welt“. Hier wurden oft weniger populäre oder gar exotische Sportarten wie Rugby, das Shrovetide-Fußballspiel oder das Käserollen gezeigt.
Ab 2015 wurde das Format in unregelmäßigen Abständen um eine hintergründige, monothematische Sonderausgabe ergänzt. Diese greift brisante Themen auf wie z. B. Gewalt in den Stadien, Extremsport bis ans Limit oder beleuchtet neue Entwicklungen wie etwa die Formel-E-Rennserie im Motorsport. Seit Ende Oktober 2023 befasst sich die Sportstudio-Reportage ausschließlich einem monothematischen Thema und wird auch nicht mehr aus dem Studio, sondern als Reportageformat gesendet.
Bis Mai 2021 trug die Sendung den Titel ZDF-Sportreportage. Mit Beginn der Fußball-Europameisterschaft 2021 griff eine neue Dachmarkenstrategie des ZDF. Seitdem sind alle Sportformate des Senders unter der bekannten Marke „Sportstudio“ zusammengefasst.

## Moderatoren
| Moderator/-in            | von       | bis       | Moderierte Sendungen |
| ------------------------ | --------- | --------- | -------------------- |
| Ulrich Braun             | 1966      | 1971      | 98                   |
| Klaus Angermann          | 1966      | 1984      | 185                  |
| Oskar Wark               | 1966      | 1987      | 220                  |
| Dieter Kürten            | 1967      | 1990      | 14                   |
| Wolfram Esser            | 1968      | 1984      | 10                   |
| Karl Senne               | 1969      | 1969      | 1                    |
| Arnim Basche             | 1971      | 1992      | 196                  |
| Rolf Kramer              | 1972      | 1992      | 206                  |
| Volker Tietze            | 1972      | 1973      | 17                   |
| Jochen Bouhs             | 1974      | 1989      | 68                   |
| Eberhard Figgemeier      | 1978      | 1978      | 1                    |
| Magdalena Müller         | 1981      | 1995      | 156                  |
| Harry Valérien           | 1982      | 1982      | 1                    |
| Günter-Peter Ploog       | 1984      | 1986      | 19                   |
| Hermann Ohletz           | 1984      | 1994      | 35                   |
| Sissy de Mas             | 1986      | 1990      | 3                    |
| Christa Gierke (Haas)    | 1986 2003 | 1991 2003 | 34 1                 |
| Doris Papperitz          | 1990      | 1990      | 2                    |
| Wolf-Dieter Poschmann    | 1990      | 1995      | 58                   |
| Norbert König            | 1990      | 2023      | 487                  |
| Thomas Wark              | 1992      | 1995      | 22                   |
| Sabine Köhne (-Kayser)   | 1994      | 1994      | 2                    |
| Michael Antwerpes        | 1994      | 1998      | 52                   |
| Rudi Cerne               | 1996      | 2023      | 399                  |
| Kristin Otto             | 1998      | 2014      | 205                  |
| Anna Kraft               | 2015      | 2018      |                      |
| Sven Voss                | 2015      | 2023      | 13                   |
| Jochen Breyer            | 2017      | 2023      | 3                    |
| Katrin Müller-Hohenstein | 2019      | 2019      | 1                    |
| Andrea Petković          | 2019      | 2023      |                      |

Einige Moderatoren waren selber zuvor Leistungssportler, beispielsweise Rudi Cerne (Eiskunstläufer), Kristin Otto (Schwimmerin), 
Andrea Petković (Tennisspielerin) und Wolf-Dieter Poschmann (Leichtathlet).